# Ley de Seguridad del Estado
La Ley Nº 12.927, sobre seguridad del Estado, conocida también como Ley de Seguridad Interior del Estado o simplemente Ley de Seguridad del Estado (LSE), es una ley chilena que tipifica delitos contra la soberanía nacional y la seguridad exterior del Estado, contra la seguridad interior del Estado, contra el orden público y contra la normalidad de las actividades nacionales, fijando la jurisdicción, procedimiento y la prevención de tales delitos; asimismo, indica las facultades ordinarias del presidente de la República para velar por la seguridad del estado, el mantenimiento del orden público y de la paz social y por la normalidad de las actividades nacionales. Fue promulgada durante el segundo gobierno del presidente Carlos Ibáñez del Campo el 2 de agosto de 1958 y publicada en el Diario Oficial el 6 de agosto siguiente.
Durante la dictadura militar, encabezada por el general Augusto Pinochet, la LSE fue objeto de numerosas reformas dirigidas a ampliar las conductas punibles y aumentar sustancialmente las penas, especialmente para los delitos contra el orden público. Por lo anterior, a fin de incluir las modificaciones introducidas en aquel entonces, el 3 de julio de 1975 se promulgó el decreto 890 que fijó su texto actualizado y refundido, siendo publicado en el Diario Oficial el 26 de agosto siguiente.
Esta ley permite a los Tribunales de Justicia acelerar los procesos, pudiendo dictar sentencia con mucha mayor rapidez. Todas aquellas personas que condenadas por delitos previstos en esta ley quedan inhabilitadas para ejercer cargos y oficios públicos, de acuerdo a las normas del Código Penal (CP).

## Historia
A partir de la década de 1930, comenzaron a promulgarse en Chile textos dedicados de manera especial a regular materias sobre la seguridad del Estado y orden público, como los siguientes:
- El decreto con fuerza de ley 143 de 1931, que estableció como delito contra la seguridad interior la propagación de noticias tendenciosas o falsas.
- El decreto ley 50 de 1932, que reguló una serie de figuras penales que serían retomadas por los cuerpos normativos posteriores, tales como la apología de la violencia, la propagación y promoción de doctrinas subversivas, la incitación a la revuelta o al terrorismo, entre otras.
- La ley 6026 de 1937, sobre seguridad interior del Estado,[5] que estableció la distinción entre delitos contra la seguridad interior del Estado y delitos contra el orden público, que fue recogida por la legislación posterior, incluida la LSE.

La directa antecesora de la Ley de Seguridad del Estado fue la «Ley de Defensa Permanente de la Democracia» (ley 8987 de 1948), la cual es generalmente conocida por haber establecido la proscripción ideológica del Partido Progresista Nacional (PPN) y del Partido Comunista (PC), el borrado del Registro Electoral de sus militantes y de las personas sospechosas de participar en dichas organizaciones, lo que significó la inhabilitación y cesación del cargo de regidores, alcaldes, diputados y senadores electos de tales partidos políticos. Similares sanciones se aplicaron en la designación y contratación de empleados en la administración pública, municipalidades e instituciones de educación, además de prohibir toda organización, propaganda y toda asociación similar. Se sancionaron todas las reuniones o actos que interrumpieran el normal desarrollo de las actividades productivas, limitándose el derecho de huelga. También sancionaba a quienes cooperaran o efectuaran actos contrarios a la misma.
La Ley de Defensa de la Democracia fue derogada en 1958, junto con la Ley de Seguridad Interior del Estado de 1937, con la publicación de la ley 12927. Al momento de su derogación, el entonces presidente Carlos Ibáñez del Campo, que había aplicado regularmente la Ley de Defensa de la Democracia durante los primeros años de su mandato, reconoció que dicha ley «[en] la práctica ha demostrado su fracaso, aparte de que ha creado resentimientos del todo inconvenientes al negar a un grupo de ciudadanos el derecho, que es a la vez deber fundamental, de participar en la elección de los Poderes del Estado». El propio Ibáñez añadió, en el mismo mensaje, que el propósito de la ley 12927 era la protección del sistema democrático de gobierno. 
Durante la dictadura militar, la LSE fue objeto de numerosas reformas dirigidas a ampliar las conductas punibles y aumentar sustancialmente las penas, especialmente para los delitos contra el orden público.
Ya en la transición a la democracia en 1990, y como resultado de las llamadas «Leyes Cumplido» —por Francisco Cumplido, ministro de Justicia del gobierno del presidente Patricio Aylwin—, la gran mayoría de las modificaciones introducidas a la ley durante la dictadura militar fueron eliminadas. En tal sentido, el texto actual de la LSE se asemeja en gran medida al existente con anterioridad a la dictadura militar.

## Contenido
En su primer título, la LSE señala como delitos contra la soberanía nacional y la seguridad exterior del Estado la ofensa grave al sentimiento patrio o el de independencia política de la Nación, la propiciación oral o escrita de la incorporación de todo o parte del territorio nacional a un Estado extranjero, la ayuda a una potencia extranjera con el fin de desconocer el principio de autodeterminación del pueblo chileno y el relacionarse o recibir auxilios materiales de gobiernos, entidades u organizaciones extranjeras con el fin de ejecutar hechos penados como delitos. Consecuentemente, indica que cometen este tipo de delito quienes para cualquiera de los fines delictuosos señalados en las letras precedentes se colocaren en Chile al servicio de una potencia extranjera o se asocien en partidos políticos, movimientos o agrupaciones. Estos delitos serán castigados con presidio, relegación o extrañamiento menores en sus grados medio a máximo, imponiendo la sentencia condenatoria, además, la inhabilitación para cargos y oficios públicos y derechos políticos.
Seguidamente, en su título segundo, la Ley indica que cometen delito contra la seguridad interior del Estado quienes se alcen contra el Gobierno constituido o provocaren la guerra civil, y especialmente aquellos que inciten a la subversión del orden público o a la revuelta, resistencia o derrocamiento del gobierno constituido, incluyendo a quienes se reúnan con tales propósitos o a fin de conspirar contra la estabilidad del gobierno; los que inciten a las Fuerzas Armadas y/o de Orden y Seguridad, o a individuos pertenecientes a ellas, a la indisciplina, o al desobedecimiento de las órdenes del Gobierno constituido o de sus superiores jerárquicos; los que inciten, induzcan, financien o ayuden a la organización de milicias privadas, grupos de combate u otras organizaciones semejantes y a los que formen parte de ellas, con el fin de sustituir a la fuerza pública, atacarla o interferir en su desempeño, o con el objeto de alzarse contra los poderes del Estado o atentar contra las autoridades; los militares o policías que no cumplieren las órdenes superiores del Gobierno constituido, o retardaren su cumplimiento o procedieren con negligencia culpable; quienes propaguen o fomenten doctrinas que tiendan a destruir o alterar por la violencia el orden social o la forma republicana y democrática de gobierno; y quienes den noticias o informaciones tendenciosas o falsas destinadas a destruir el régimen republicano y democrático de Gobierno, o a perturbar el orden constitucional, la seguridad del país, el régimen económico o monetario, la normalidad de los precios, la estabilidad de los valores y efectos públicos y el abastecimiento de las poblaciones. Este último delito incluye a los chilenos que, encontrándose fuera del país, divulguen en el exterior tales tipos de noticias.
Luego, en su tercer título, la LSE señala que cometen delito contra el orden público quienes provocaren desórdenes o cualquier otro acto de violencia destinado a alterar la tranquilidad pública; quienes ultrajaren públicamente los emblemas nacionales de Chile (su bandera, escudo, el nombre de la patria o su himno nacional); los que inciten o de hecho destruyan, inutilicen, paralicen, interrumpan o dañen las instalaciones, medios o 
elementos empleados para el funcionamiento de servicios públicos o de actividades económicas, y los que impidan o dificulten el libre acceso a ellos; quienes inciten o de hecho destruyan, inutilicen o impidan el libre acceso a vías de uso público (como puentes, calles y caminos); quienes inciten o de hecho, envenenen alimentos, aguas o fluidos destinados. 
al uso o consumo públicos; quienes hagan apología o propaganda de doctrinas, sistemas o métodos que propugnen el crimen o la violencia como medios para lograr cambios políticos, económicos o sociales; quienes introduzcan al país, fabriquen, almacenen, transporten, distribuyan, vendan, faciliten o entreguen a cualquier título, o sin previa autorización escrita de la autoridad competente, armas de cualquier tipo para cometer alguno de los delitos penados en la LSE; y quienes soliciten, reciban o acepten recibir dinero o ayuda de cualquiera naturaleza, con el fin de llevar a cabo o facilitar la comisión de delitos penados en la LSE.
En su título cuarto, se indica que toda suspensión colectiva o huelga de los servicios públicos o en las actividades productivas, del transporte o del comercio producidos sin sujeción a las leyes y que produzcan alteraciones del orden público o perturbaciones en los servicios de utilidad pública o de funcionamiento legal obligatorio o daño a cualquiera de las industrias vitales, constituye delito y será castigado con presidio o relegación menores.
Finalmente, en el título que señala las facultades presidenciales respecto a la seguridad del Estado y al orden público, la LSE señala que en caso de conmoción interior podrá el presidente de la República proponer de inmediato al Congreso la declaración de Estado de sitio en uno o varios puntos del territorio nacional. También indica que en caso de paralización ilegal que cause grave daño en industrias vitales para la economía nacional, para la defensa nacional o para el abastecimiento de la población o servicios públicos, el presidente de la República podrá decretar la reanudación de las faenas con la intervención de autoridades civiles o militares.

## Aplicación

### Transición a la democracia
Entre 1995 y 2000 la Ley de Seguridad del Estado fue aplicada en seis ocasiones, de las cuales cinco se hizo en contra dirigentes indígenas en el marco del conflicto mapuche contra el Estado de Chile.
Uno de los casos emblemáticos de aplicación de la LSE fue contra la periodista chilena Alejandra Matus, quien en 1999 publicó El libro negro de la justicia chilena, que abordaba la historia y malas prácticas del Poder Judicial. El libro fue confiscado a un día de su lanzamiento, y su autora acusada por el ministro de la Corte Suprema, Servando Jordán, del delito de "desacato", tipificado en ese entonces en el artículo 6º, letra B de la ley. Por ello, Matus decidió exiliarse en Estados Unidos, donde recibió asilo político hasta su retorno en 2001 tras la derogación del artículo. 
En febrero de 2001, el general Hernán Gabrielli, quien se desempeñaba como comandante en jefe de la Fuerza Aérea de Chile subrogante, interpuso un requerimiento ante la Corte Suprema en contra de Carlos Bau, Juan Ruz y Héctor Vera por el delito de injurias, calumnias y difamación. Los tres querellados, exdetenidos durante la dictadura militar en la base Cerro Moreno de Antofagasta, lo habían acusado públicamente de haber aplicado "malos tratos" en 1973 al exgerente general de Inacesa, Eugenio Ruiz-Tagle. Sin embargo, tres meses después el juez de la Corte de Apelaciones de Santiago, Rubén Ballesteros, cerró la causa tras estimar agotada la investigación por no existir antecedentes que permitieran procesar a alguna persona por haber injuriado o calumniado a Gabrielli.
En 2002, durante el gobierno del presidente Ricardo Lagos Escobar, el entonces intendente metropolitano, Marcelo Trivelli, presentó una denuncia amparándose en la Ley de Seguridad del Estado en contra de los dirigentes del gremio microbusero que convocaron a una huelga que paralizó la locomoción colectiva en Santiago el 12 de agosto.
En el primer gobierno de la presidenta Michelle Bachelet se invocó la LSE en marzo de 2008 contra un procurador de asesorías jurídicas, que realizó un falso anuncio de bomba en el Centro de Justicia de Santiago de Chile.  Además se volvió a recurrir a esta medida en mayo de 2009 en manos del exsubsecretario del Interior, Patricio Rosende, al segundo día de que cerca de 14 mil gendarmes del país acordaron paralizar sus actividades, en demanda de mejores condiciones laborales y salariales, en julio, cuando el Ministerio del Interior se querelló contra los encapuchados que bloquearon la Ruta 5 Sur a la altura de Padre Las Casas, deteniendo y atacando un bus interprovincial y en septiembre, cuando el gobernador de Cautín interpuso una querella contra quienes resultasen responsables por una serie de ataques incendiarios registrados en Angol y Collipulli.
En el primer gobierno del presidente Sebastián Piñera, el ministro del Interior Rodrigo Hinzpeter invocó la LSE para hacer frente a las protestas en la Región de Magallanes de enero de 2011, que resultaron en bloqueo de rutas terrestres; en contra de los manifestantes que incendiaron un microbús del Transantiago en la comuna de Ñuñoa en el marco de un paro nacional el 18 de octubre de 2011, y una semana después contra quienes resultasen responsables del bloqueo de calles durante una movilización nacional de colectiveros.
Durante el segundo gobierno de Sebastián Piñera, el ministro del Interior y Seguridad Pública Andrés Chadwick invocó la Ley de Seguridad del Estado el 18 de octubre de 2019 luego que varios grupos de personas se tomaran diversas estaciones del Metro de Santiago, obligando el cierre de sus 7 líneas; todo en marco de las evasiones masivas y las protestas en la Región Metropolitana, iniciado por estudiantes y gatillado por el aumento del pasaje de Metro de Santiago anunciado el 4 de octubre.
En 2022, durante el gobierno del presidente Gabriel Boric Font, la ministra del Interior y Seguridad Pública Carolina Tohá invocó la Ley de Seguridad del Estado en contra de los dirigentes del gremio de camioneros que convocaron a una huelga que paralizó las carreteras.

#### Críticas
El abogado penalista, Julián López, señaló en 2011 que el trasfondo de la LSE sería criminalizar situaciones que en el cotidiano no revisten el carácter de delito, como, por ejemplo, un paro de los trabajadores fiscales. Según López, al invocarse un delito contra la seguridad del Estado, lo que se reclama es la intencionalidad específica de atentar contra el orden público o el desarrollo de las actividades nacionales, siendo una interpretación del hecho mucho más amplia de la que se da normalmente, y convirtiendo faltas menores o conductas impunes en delitos de mucha gravedad.
Por su parte, la exDefensora Pública Nacional Paula Vial ha criticado la aplicación de la LSE acotando que el gobierno «ha recurrido a esta ley excepcional como una forma de acallar las protestas y enviar señales de amedrentamiento y dureza cada vez que fracasa el diálogo», explicando que «cuando se amenaza o incluso se materializa la aplicación de esta ley, lo que se pretende es mucho más que simplemente aumentar una pena», porque «se trata de una ley que contextualiza cualquier atentado en un ambiente de afectación a la seguridad interior en este caso».
Asimismo, se han formulado críticas respecto al impacto efectivo de la LSE, diciéndose que produce más impacto en lo inmediato que en el largo plazo al ser útil en el control de detención para dejar a personas en prisión preventiva. López explica que al invocarse esta ley se exasperan las penas, lo que desde el punto de vista del querellante contribuiría a tener una «mejor base para pedir que una persona quede en prisión preventiva mientras dura el proceso».

## Modificaciones
- Ley 17798 del 21 de octubre de 1972.
- Decreto ley 1281 de 1975.
- Decreto ley 2758 de 1979
- Decreto ley 2866 de 1979.
- Ley 18222 del 28 de mayo de 1983.
- Ley 19029 del 23 de enero de 1991.
- Ley 19047 del 14 de febrero de 1991.
- Ley 19733 del 4 de junio de 2001.
- Ley 19734 del 5 de junio de 2001.
- Ley 19806 del 31 de mayo de 2002.
- Ley 19975 del 5 de octubre de 2004.
- Ley 20477 del 30 de diciembre de 2010.